# 楊增新
楊增新（1864年3月6日—1928年7月7日），字鼎臣，又字子周，雲南蒙自人。清末民初政治人物，光緒進士。民國新疆軍閥，民國初年曾主政新疆達十七年，歷任新疆都督、新疆督軍、新疆省长、新疆省政府主席等職銜，於1928年7月遇刺身亡。

## 生平

### 早期經歷

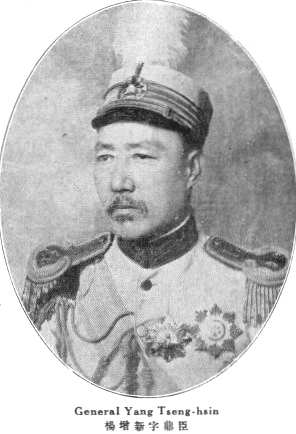
楊增新戎裝像

同治三年（1864年）正月二十八日，杨增新在雲南蒙自县期路白乡莫别村的一个官宦书香之家出生。
光緒十四年（1888年）中舉，次年中進士，同年五月，著交吏部掣签，分发任甘肅省中衛知縣。后历任渭源、平远等地知县。光绪二十年（1894年），拔擢为河州（今银川一带）知府。因處理當地回漢問題有功，又任甘肅提學使兼武備學堂總辦。主政河州期间，杨增新捐出自己的官禄，兴办学校，重修当地的风林书院，又增设龙泉书院，爱莲书院，重金礼聘名师前来授学，以培养边地学风。
1907年調任新疆陸軍學堂總辦。後在新疆布政使王樹枏的推舉下，在新疆阿克蘇、烏魯木齊、巴里坤等地歷任道台。1911年升任鎮迪道兼提法使。
辛亥革命爆發，新疆省哥老會起事，革命黨人在伊犁成立軍政府。原新疆巡撫袁大化了解其才幹，任其為提刑按察使，並訓練穆斯林軍隊（回營）。後來袁大化逃離新疆，衆人推擧楊增新為督軍。袁世凱任命楊增新為新疆都督，封其為一等伯。袁世凱逝世後，楊增新長期任新疆省長。他靠老練的政治經驗與軍事實力，平定哈密、阿克蘇的動亂，分化並鎮壓了各地哥老會與農民起事，並與伊犁軍政府和談達成統一；爾後逐步排除軍政府人物的影響力，掌握實權。为避免卷入席卷中国的军阀混战，杨增新试图把新疆与内地分割开，面对中央政府向新疆征税、修建连接内地的交通线、开发矿产和派遣农民赴疆开垦等要求，杨统统予以拒绝。到他去世為止的17年中，雖然楊增新名義上接受北洋政府的管轄任命，後來又承认南京國民政府的領導，但他一直是新疆的實際統治者。楊增新同時調整新疆的政制，集中權力，解決了清末以來新疆巡撫、伊犁將軍、各處參贊大臣事權不統一的問題。

### 內政

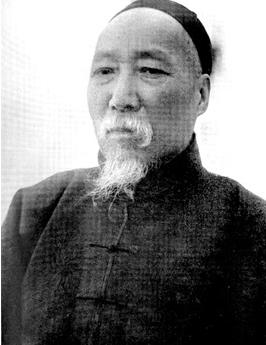
楊增新像

在內政方面，楊增新推行老子的「無為而治」，信奉“渾噩長為太古民”。在政治、財政上有所改革，包括更有效率的調整建制，使新疆各地更易於為省城迪化（今烏魯木齊）所控制，此外整頓吏治，打擊中飽，獎勵墾荒，使財政收入大為增加，並實行裁軍，維持了較長的安定和平。但楊增新在經濟文化方面則較少建樹，使新疆雖然能保持安定，並受到許多當地人民的愛戴，但缺乏現代化建設和發展。
為保證新疆的穩定，楊增新統治時期在與甘肅、外蒙古接壤的哈密、吐魯番、巴里坤駐軍，設置關卡，嚴防甘肅、青海軍閥、外蒙古黑喇嘛與革命黨勢力向新疆境内滲透。1928年6月，楊增新電告服從南京國民政府，改懸青天白日滿地紅旗:54，並就任新疆省主席。
在民族和宗教政策上，楊增新採用了懷柔牽制的政策以防止動亂。在民族政策方面，對新疆游牧民族实行抚绥、羁縻的统治政策，具体表现在对新疆的蒙古、哈萨克等旧王公贵族加官晋爵；另一方面又对权力野心膨胀的王公贵族予以提防，以牵制主义政策为核心，使其中各集團互相制约，少數民族（蒙哈）之間、回漢之間也儘量使之互相牽制；此外，杨对游牧民族减轻牧税，重用蒙哈军队，以缓和新疆的社会、民族矛盾，利于其统治。宗教方面，以不干涉一般性宗教活動為原則，但加強了政府對清真寺、伊斯蘭經學院的管理，希望維持當地伊斯蘭教現狀，用宗教來協助社會秩序的維持，並防止外來的宗教力量進入影響。

### 外交
新疆的地理位置使其成為清末以來英國與俄國爭奪控制的對象。民國初年，中國北洋政府因军阀混战而無暇顧及新疆、外蒙古、西藏等地。外蒙古在第八世哲布尊丹巴呼圖克圖宣佈下獨立，蒙古軍隊攻陷科布多，又出兵曾屬清朝科布多參贊大臣管轄的阿爾泰（今阿勒泰地區）。楊增新多次擊退蒙軍，保全了阿爾泰。民國七年（1918年），杨增新裁撤阿爾泰辦事長官，設立阿山道，以周務學作道尹，將該區併入新疆省，免于落入蘇俄和蒙古獨立勢力之手。
楊在位時，多次向俄、英兩國爭取權利，包括保護俄境華僑、要求英俄商人納稅等問題等，而在俄國十月革命後與蘇俄政府訂立了較為平等的新通商條款，並趁此時機要求英國取消原有的最惠國待遇。此外在面對俄國內戰時，楊增新嚴守中立，保境安民，成功降服了逃入新疆的俄羅斯白军，將其改編為「歸化軍」，使新疆最大程度地免受到俄國內戰的侵擾。外交上的成功使得新疆在他統治時期未受到嚴重的戰亂。

### 遇刺身亡
1928年6月，杨增新召集部下商议，准备通电正式承认南京政府，时任军务厅长、外交署长樊耀南因未在被召商议之列，因而心怀疑惧。7月7日，在俄文法政專門學校的畢業生慶賀宴上，楊增新被樊耀南派人刺殺身亡。政變不久後，掌軍隊的金樹仁出兵討伐樊耀南成功，成為新疆統治者，有一種看法，認為此次暗殺實為樊、金二人所合謀:54。
1929年，楊增新遺體經蘇聯運至北京，被安葬于昌平南沙河一帶。
1950年代，楊增新墓被拆毀，石料用於整修河道。現僅存墓碑一塊，立於南沙河北岸，為昌平區文物保護單位。

## 著作
- 《補過齋文牘》
- 《補過齋日記》
- 《讀易學記》

## 后世纪念
今云南省蒙自市期路白乡大莫别村存有杨增新故居，为红河州文物保护单位。